# دانیل ژیماره
دانیل ژیماره (متولد ۱۱ ژوئن ۱۹۳۳) اسلام‌شناس فرانسوی است. از جمله آثار او، تصحیح کتاب مشکل الحدیث است.

## آثار
- La doctrine d’ al-Ashʿarī (1990)
- Théories de l'acte humain en théologie musulmane